# Marcel Kramelhofer
Marcel Kramelhofer (* 29. September 1992) ist ein österreichisch-schweizerischer Unihockeyspieler, welcher beim Nationalliga-A-Verein Ad Astra Sarnen unter Vertrag steht.

## Karriere
Kramelhofer entstammt dem Nachwuchs der Iron Marmos Davos-Klosters. 2015 wechselte er von den Bündnern zu Ad Astra Sarnen. Nach zwei Saisons bei den Obwaldnern wechselte er in die 1. Liga zu Unihockey Luzern. 2019 kehrte der Österreicher zurück zum mittlerweile in die Nationalliga A aufgestiegenen Ad Astra Sarnen.